# Gazzaniga
Gazzaniga är en ort och kommun i provinsen Bergamo i regionen Lombardiet i Italien. Kommunen hade 5 018 invånare (2018).